# Álvaro Macieira-Coelho
Álvaro Macieira-Coelho (Lisboa, 26 de Maio de 1932), é um cientista português.
Licenciou-se na Faculdade de Medicina da Universidade de Lisboa e fez o seu doutoramento na Universidade de Uppsala
(Suécia).
Trabalhou como médico em Lisboa no Hospital de Santa Maria, foi investigador no Wistar Institute em Filadélfia e posteriormente trabalhou no Departamento de Patologia da Universidade de Uppsala. A sua carreira como investigador continuou no Institut de recherche sur le cancer de Villejuif em Paris e mais tarde no Institut National de la Santé et de la Recherche Médicale onde assumiu o posto de Directeur de Recherche.

## Prémios
- Prémio Seeds of Science (carreira)[2]
- Prémio Fritz Verzàr, Universidade de Viena, Austria.[3]
- Doutor Honoris Causa, Universidade de Linköping, Suécia.[1]
- Johananof International Visiting Professorship, Instituto Mario Negri, Milão, Italia.[1]

## Obras
- Biology of Aging: Progress in Molecular and Subcellular Biology[4]
- Cell Immortalization (Progress in Molecular and Subcellular Biology) (v. 24)[5]
- Biology of Normal Proliferating Cells in Vitro: Relevance for in Vivo Aging (Interdisciplinary Topics in Gerontology)[6]
- Cancer and Aging, CRC Press Inc, Boca Raton, Florida, EUA

A investigação de Álvaro Macieira-Coelho desenvolveu-se sempre à volta da Biologia Celular e Molecular do Envelhecimento e dos Cancros. De uma maneira geral, o objectivo foi o identificar os mecanismos de controlo da divisão celular. Publicou 117 artigos como primeiro autor e 49 em participação. Publicou 9 livros.
Apesar de reformado, está a escrever livros e capítulos em livros e é responsável de uma série da editora Springer-Verlag intitulada Progress in Molecular and Subcellular Biology. Pertence ao conselho editorial de uma revista de gerontologia. 
Macieira-Coelho tornou-se conhecido da comunidade científica internacional através de um conjunto de contribuições: métodos para medir a velocidade nos diferentes períodos do ciclo de divisão celular, introdução do conceito da incerteza na regulação da divisão celular, demonstração da dissociação entre inibição por contacto do movimento e da divisão celular, diferença ao longo das espécies na sensibilidade à transformação neoplásica, diminuição da incidência dos cancros com a senescência, assimetria da separação do DNA durante a divisão celular e as suas implicações para o envelhecimento, modificação do meio interno do organismo na doença neoplásica, influência do substrato celular sobre a expressão dos genes, modificações do DNA e da cromatina durante o envelhecimento celular das células mitóticas, Implicação da presença de células post-mitóticas  terminais para a patologia, relação entre recombinações ao nível do DNA e o potencial proliferante celular, identificação e purificação de um inibidor da divisão celular, demonstração de factores autócrinos na transformação celular por vírus oncogénicos.